# Spyrídon Lykoúdis
Spyrídon « Spýros » Lykoúdis (grec moderne : Σπυρίδων «Σπύρος» Λυκούδης), né à Athènes, est un homme politique grec.

## Biographie
Aux élections législatives grecques de janvier 2015, il est élu député au Parlement hellénique sur la liste de La Rivière dans la première circonscription d'Athènes. Il est élu sixième vice-président du Parlement pour la XVIe législature le 6 février, avec 210 votes pour, 63 votes blancs et 9 votes nuls.